# Scipione Africano. Un uomo più grande di Napoleone
Scipione Africano. Un uomo più grande di Napoleone (titolo originale: Greater Than Napoleon: Scipio Africanus) è un saggio storico, ma soprattutto di tattica militare, pubblicato nel 1926 dallo storico Basil Henry Liddell Hart.

## Contenuto
L'opera si presenta come un eccellente ritratto dell'uomo che salvò Roma nell'ora in cui più si temette la sua sconfitta. Publio Cornelio Scipione ha la geniale intuizione di portare la guerra direttamente nella Spagna cartaginese mentre Annibale si godeva l'opera delle sue mirabolanti vittorie sul suolo italico. Attacca prima la città di Carthago Nova (l'attuale Cartagena), posta su una stretta e circolare penisola, assediandola e isolandola con schieramento di fortificazioni militari; poi, approfittando della bassa marea del grande lago che cingeva la città a nord ovest (ora interrato e non più esistente nell'attuale Cartagena spagnola), coglie di sorpresa gli abitanti e riesce a conquistarla. Si sposta dunque a Baecula, dove ottiene un nuovo successo. e poi a Ilipa, dove, con quella che l'autore definisce una delle tattiche militari più ingegnose della storia, sgombra definitivamente il suolo iberico dalla presenza cartaginese fondando anche la città di Italica. Muove poi verso la Numidia, dove ottiene il favore del re Massinissa. e quindi si reca alle porte di Cartagine. Annibale è costretto al rientro in patria e viene sconfitto in modo definitivo a Zama nel 202 a.C, atto che segna la fine della seconda guerra punica. Roma è dunque scissa in due movimenti, quello (più moderato) capeggiato da Scipione, e quello capeggiato da Catone (sintetizzato nel famoso motto Carthago delenda est). Vince Scipione, che impone però a Cartagine forti tributi e rigide restrizioni commerciali. Annibale, insoddisfatto, si reca da re Antioco III di Siria, che lo accoglie preparandosi allo scontro. Annibale viene posto alla guida di una flotta navale. La sua unica battaglia sul mare finirà malissimo. Antioco III stesso verrà sconfitto dallo stesso Scipione nella battaglia di Magnesia nel 191 a.C., fatto, che portò le principali polis costiere egee dell'Anatolia sotto l'influenza romana.

## Visione del personaggio
Molto accurato anche sotto il punto di vista delle fonti (Polibio e Tito Livio) il libro si segnala anche per la personale visione che dà lo studioso dello stratega romano, presentato come uno dei migliori generali dell'antichità e non solo. Grande anche la caratterizzazione dello Scipione uomo, ligio al mos maiorum e ai dettami della Patria anche dopo il ritiro a vita privata dopo la sconfitta inflitta ad Antioco III.

## Importanza del libro nella memoria collettiva
"Dell'elmo di Scipio si è cinta la testa" è uno dei passaggi più famosi dell'inno nazionale italiano. Non c'è  quindi da stupirsi se la prima edizione italiana del libro portasse la prefazione di Enrico Corradini, uno dei massimi intellettuali a sostenere la dittatura fascista, assieme a Giovanni Papini, Gabriele D'Annunzio, Giovanni Gentile e al gruppo dei Dieci che scrissero Lo zar non è morto. È risaputo, infatti, quanto la propaganda patriottica e imperiale di Benito Mussolini facesse ricorso all'evocazione dei fasti della civiltà romana: e il perseguimento di questo programma retorica e propagandistico passava anche attraverso la celebrazione di colui che. più di ogni altro condottiero, aveva salvato Roma antica dalla disfatta.

## Edizioni
- Scipione Africano. Un uomo più grande di Napoleone, Prefazione di Enrico Corradini, Collezione Le Vite, Firenze, Le Monnier, 1929.
- Scipione Africano. Un uomo più grande di Napoleone, Stato Maggiore dell'Esercito. Ufficio Storico, Roma, 1975
- Scipione Africano. Un uomo più grande di Napoleone,  traduzione G. Montanari, Collana Biografie, Milano, Rizzoli, 1981
- Scipione l'Africano, il condottiero che sconfisse Annibale, Milano, BUR, 1987-1999
- Scipione Africano. Un uomo più grande di Napoleone, Milano, Fabbri Editori, 2000
- Scipione Africano. Un uomo più grande di Napoleone, Corriere della Sera, 2006.

| Controllo di autorità | VIAF (EN) 179505574 · LCCN (EN) n92076077 |